# Jeffrey A. Remington

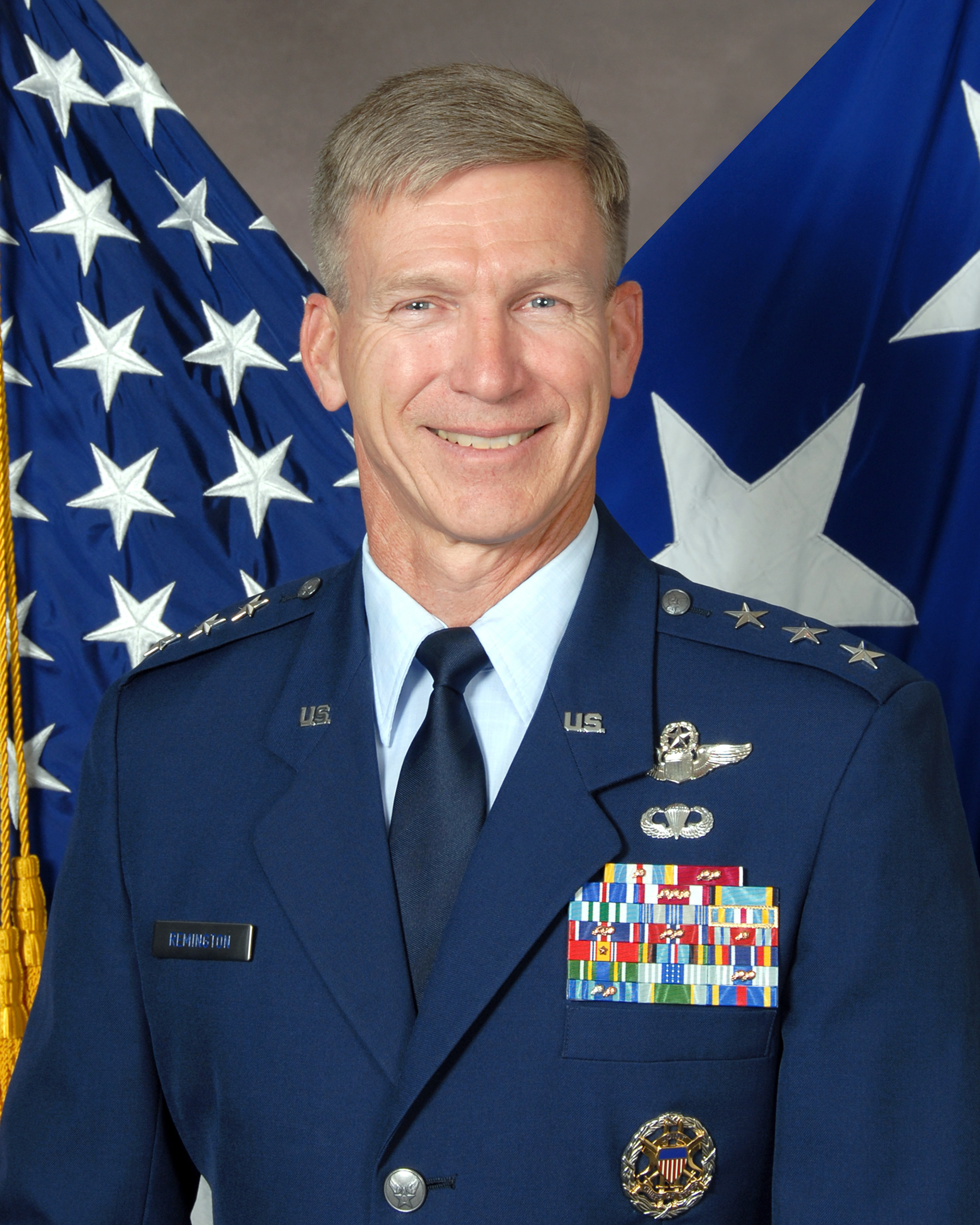
Jeffrey A. Remington (2008)

Jeffrey A. Remington (* um 1955 in Kalifornien) ist ein pensionierter Generalleutnant der United States Air Force. Er war unter anderem Kommandeur der 7. Luftflotte.
Im Jahr 1977 absolvierte er die United States Air Force Academy in Colorado Springs. Nach seiner Graduation wurde er als Leutnant in das Offizierskorps der Air Force aufgenommen. In der Folge durchlief er alle Offiziersgrade vom Leutnant bis zum Drei-Sterne-General.
Im Lauf seiner militärischen Karriere absolvierte er verschiedene Kurse und Schulungen. Dazu gehörten unter anderem eine Ausbildung zum Kampfpiloten und weitere Fortbildungskurse als Pilot neuer Flugzeugtypen; die Squadron Officer School auf der Maxwell Air Force Base in Alabama; die Embry-Riddle Aeronautical University; das Armed Forces Staff College in Norfolk, Virginia; das Air War College und das National War College in Fort Lesley J. McNair, Washington, D.C.
In seinen frühen Jahren als Offizier der Luftwaffe war er an verschiedenen Stützpunkten in den Vereinigten Staaten stationiert. Dabei war er als Pilot, Flugausbilder oder Stabsoffizier bei unterschiedlichen Einheiten tätig. Dazwischen absolvierte er die erwähnten Schulungen. Dabei war er bis zum Jahr 1995 drei Mal außerhalb der Vereinigten Staaten stationiert. Zwischen Juli 1983 und Juni 1986 war er in Spanien auf der Torrejon Air Base unter anderem als Ausbildungspilot tätig. Danach gehörte er bis zum August 1987 auf der Ramstein Air Base in Deutschland dem Stab des Hauptquartiers der United States Air Forces in Europe an. Zwischen Mai 1994 und April 1995 kommandierte er auf der Kunsan Air Base in Südkorea zunächst die 80th Fighter Squadron. Danach war er dort stellvertretender Kommandeur der 8th Support Group.
Zwischen Juni 1998 und April 2000 war Jeffrey Remington Unterabteilungsleiter in der Stabsabteilung für strategische Planungen bei den Joint Chiefs of Staff in Washington, D.C. (Chief, Policy Division, Directorate for Strategic Plans). Daran schloss sich eine Versetzung zur Cannon Air Force Base in New Mexico an, wo er ab Mai 2000 bis zum März 2002 das 27. Kampfgeschwader (27th Fighter Wing) kommandierte. Es folgte eine Versetzung zur Kadena Air Base in Japan. Dort hatte Jeffrey Remington zwischen April 2002 und Juni 2004 den Oberbefehl über das 18. Geschwader (18th Wing).
Nach seiner Rückkehr in die Vereinigten Staaten wurde er erneut im Stab der Joint Chiefs of Staff verwendet. Dort war er in der Zeit von Juni 2004 bis zum Juli 2006 in der Abteilung für politisch-militärische Angelegenheiten für Asien tätig (Deputy Director of Politico-Military Affairs for Asia). Anschließend leitete er bis Oktober 2008 auf der Joint Base Pearl Harbor-Hickam in Hawaii die Stabsabteilung für Operationen im Hauptquartier der Pacific Air Forces.
Sein letzter militärischer Auftrag führte ihn nach Südkorea. Dort erhielt er am 24. November 2008 als Nachfolger von Stephen G. Wood das Kommando über die 7. Luftflotte. Gleichzeitig war er stellvertretender Kommandeur der United States Forces Korea, der kombinierten südkoreanisch-amerikanischen Streitkräfte, und des United Nations Commands. Diese Aufgaben bekleidete er bis zum 6. Januar 2012, als er von Jan-Marc Jouas abgelöst wurde. Wenig später schied er aus dem aktiven Militärdienst aus.
Während seiner aktiven Zeit als Militärpilot absolvierte er über 4100 Flugstunden auf verschiedenen Flugzeugtypen.
Nach seiner Pensionierung arbeitete Jeffrey Remington bis 2019 für den Rüstungskonzern Northrop Grumman.

## Daten der Beförderungen
| Abzeichen | Rang               | Jahr              |
| --------- | ------------------ | ----------------- |
|           | Second Lieutenant  | 1. Juni 1977      |
|           | First Lieutenant   | 1. Juni 1979      |
|           | Captain            | 1. Juni 1981      |
|           | Major              | 1. März 1988      |
|           | Lieutenant Colonel | 1. April 1991     |
|           | Colonel            | 1. Oktober 1996   |
|           | Brigadier General  | 1. Februar 2003   |
|           | Major General      | 2. August 2006    |
|           | Lieutenant General | 24. November 2008 |

## Orden und Auszeichnungen
Jeffrey Remington erhielt im Lauf seiner militärischen Laufbahn unter anderem folgende Auszeichnungen:
- Air Force Distinguished Service Medal
- Defense Superior Service Medal
- Legion of Merit
- Distinguished Flying Cross
- Meritorious Service Medal
- Aerial Achievement Medal
- Air Force Achievement Medal